# تشيزري ديستي
تشيزري ديستي (Cesare d'Este) (فرارا، 1561 - مودينا، 11 ديسمبر 1628) دوق مودينا و ريدجو من سنة 1597 حتى وفاته.
ابن ألفونسو ديستي ماركيز مونتيكيو (ابن غير شرعي لألفونسو الأول ديستي) من زوجته الأولى جوليانا ديلا روفري (1525-1563) ابنة فرانشيسكو ماريا الأول دوق أوربينو .
بوفاة الدوق ألفونسو الثاني ديستي دون ورثة في 27 أكتوبر 1597 ، راحت الدوقية لابن عمه تشيزري، ابن ألفونسو ديستي ماركيز مونتيكيو. اعترف الإمبراطور رودولف الثاني بشرعية الخلافة، ولكن ليس بالنسبة لبابا كليمنس الثامن ، و لكون فرارا إقطاعة البابوية، على العكس مودينا وكاربي وريدجو إميليا عادت إلى الكرسي الرسولي، وعلى الرغم من المحاولات المتكررة للدوق، الذي طلب مساعدة إلى القوى الأوروبية الكبرى، وإنما حصلت على وعود، أو في حالة هنري الرابع من فرنسا، وتحول لافت. العاصمة ثم انتقل إلى دوق مودينا حيث دخلت 30 يناير 1598 ، وكان كثير من هذه المشاكل في السنوات الأولى : عدم كفاية الإقامة (القلعة القديمة في العصور الوسطى) ، والخلافات بين نبل فيرارا ومودينا، ومحاولة استقلالية بيو دي ماركو ساسوولو، الحرب على لوكا لحيازته للغارفانينا. تزوج في 30 يناير 1586 من الفلورنسية فرجينيا دي ميديشي ابنة غراندوق توسكانا كوزيمو الأول ، التي وبعد نحو عشر سنوات بدأت تظهر أعراض الأولى للجنون الذي رافقها حتى وفاتها في سنة 1615. كان رجلاً دمثاً ومتديناً، ولكن تعوزه الحنكة السياسة الكبيرة.
خلفه ابنه ألفونسو الثالث ديستي.